# Bruiser Brody
Frank Donald Goodish (né le 18 juin 1946 à Détroit, Michigan et mort le 17 juillet 1988 à Bayamón, Porto Rico) plus connu sous le nom de Bruiser Brody est un catcheur (lutteur professionnel) américain.
D'abord joueur de football américain à l'université de l'Iowa puis à l'Université d'État de l'Ouest du Texas A&M (en) il ne réussit pas à faire carrière dans ce sport.
Il devient catcheur en 1973 et lutte ensuite dans le Sud des États-Unis principalement au Texas à la Big Time Wrestling. En 1976, il rejoint la World Wide Wrestling Federation mais il se fait renvoyer après une bagarre avec Gorilla Monsoon en coulisses. Il retourne à la Big Time Wrestling (devenue ensuite World Class Championship Wrestling au début des années 1980) et apparaît aussi à l'All Japan Pro Wrestling où il devient populaire. Le 16 juillet 1988, Tony Atlas le retrouve poignardé et Goodish meurt le lendemain.
Après sa mort, il obtient la reconnaissance de la presse spécialisée ainsi que de ses pairs, le Wrestling Observer Newsletter rebaptise le titre du meilleur brawler en Bruiser Brody Award et l'intègre au Wrestling Observer Hall of Fame en 1996. Il est membre du Saint-Louis wrestling Hall of Fame en 2007, du Texas Hall of Fame en 2013 et du Professional Wrestling Hall of Fame and Museum en 2014.

## Jeunesse
Goodish fait partie des équipes de basket-ball et de football américain de son lycée à Warren. Il étudie ensuite à l'université de l'Iowa où il fait partie de l'équipe de football avant d'être transféré à l'Université d'état de l'Ouest du Texas A&M (en) et fait partie de l'équipe de football. Il y rencontre Dory Funk, Jr. et Stan Hansen qui font tous deux partie de l'équipe de football. Funk, dont le père est promoteur de catch à Amarillo l'emmène voir des spectacles ce qui l'intéresse plus que le football. Il obtient un diplôme en journalisme et quitte l'université en 1967.
Il rejoint la rédaction du San Antonio Express comme journaliste sportif. Il commence dans le même temps sa carrière de football américain en sigannt avec les Toros de San Antonio, une équipe semi-professionnelle de Continental Football League fin 1967 pour la saison 1968. Il entre en conflit avec Henry Hight, le propriétaire des Toros à propos de son contrat et se voit transféré chez les Mexico Golden Aztecs de Monterrey,.
En 1970, les Redskins de Washington s'intéressent à lui et il participe au camp d'entraînement. Goodish ayant du respect pour Vince Lombardi, l'entraîneur des Redskins, il fait son possible pour entrer dans l'équipe. Le départ de Lombardi, a qui les médecins diagnostique un cancer qui va l'emporter en septembre de cette même année, change la donne. Il n'entre pas dans les plans de Bill Austin (en) et les Redskins se sépare de lui avant la fin du camp d'entraînement. Un an plus tard, il fait partie du camp d'entraînement des Eskimos d'Edmonton, une équipe de la Ligue canadienne de football, mais ne signe pas de contrat.
Sa carrière de footballeur étant terminée, Goodish vit avec un ami à San Antonio où ils déchargent des cargaisons de viande et continue de s'entretenir physiquement en faisant de la musculation.

## Carrière de catcheur

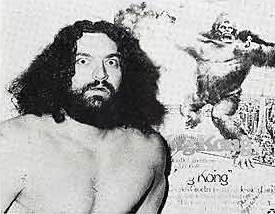
Bruiser Brody sur le programme de Big Time Wrestling du 21 juin 1977

### Entraînements et premiers combats dans le Sud des États-Unis (1973-1976)
Alors qu'il fait de la musculation, il fait la connaissance du catcheur Ivan Putski qui lui conseille de faire du catch. Il s'entraîne auprès de Fritz Von Erich, qui dirige la Big Time Wrestling au Texas. Il y fait son premier match le 29 avril 1973 où il perd un Light Out match face à Bob Roop (en),.
Von Erich l'envoie à la National Wrestling Alliance Tri-State (NWA Tri-State), un territoire de la NWA qui couvre l'Oklahoma, la Louisiane et l'Arkansas. C'est dans cette fédération qu'il apprend à faire croire au public que ses affrontements sont des combats légitime auprès de Dan Hodge. Il y retrouve Stan Hansen avec qui il devient le 10 octobre 1974 champion par équipe des États-Unis de la NWA (version Tri-State) après leur victoire sur Johnny Eagles et Terry Lathan. Ils perdent ce titre le 9 février 1975 après leur défaite face à Bob Sweetan et Prince Tapu avant de récupèrer les ceintures quatre jours plus tard. Leur second règne prend fin le 3 mai avec leur défaite face à Jay Clayton et Ken Mantell. Ils ont un troisième règne qui débute en mai et s'arrête le 9 juillet où ils perdent face à Jay Clayton et Danny Hodge,. Quelques semaines plus tard, Goodish retrouve sa voiture avec le réservoir siphonné sur le parking après un spectacle de catch à Greenwood, Mississippi. Il demande à Bill Watts de l'emmener à la station service la plus proche mais ce dernier refuse car il est un face alors que Goodish est un heel et si un fan les voit ensemble cela peut briser la kayfabe. Une dispute éclate où Watts déclare d'après Buck Robley Watts déclare : « Je t'emmerde. Sûrement pas. ». Goodish cesse ensuite de travailler dans cette fédération.
Après cette dispute, il rejoint la NWA Western States Sports dirigé par Dory Funk, Jr. et basée à Amarillo, Texas. Dans cette fédération il est champion poids-lourds de la Western States du 17 octobre au 18 décembre 1975. Le 31 décembre, il est en Floride à la Championship Wrestling from Florida où il remporte le championnat poids-lourds de Floride de la NWA après sa victoire sur Rocky Johnson. Thunderbolt Patterson met fin à son règne le 4 février 1976.

### World Wide Wrestling Federation (1976-1977)
Les prestations de Goodish dans le Sud des États-Unis attirent l'attention de Vince McMahon, Sr. qui l'engage à la World Wide Wrestling Federation (WWWF). Il prend le nom de Bruiser Brody et devient le rival de Bruno Sammartino, alors champion poids-lourds de la WWWF. Brody quitte la fédération en 1977 et les journalistes spécialisés évoquent diverses raisons : le refus de signer un contrat sur le long terme, le refus de jobber qui équivaut à ne pas se retrouver dans des rivalités ainsi que des tensions en coulisses avec Kamala et Gorilla Monsoon.

### Big Time Wrestling / World Class Championship Wrestling / World Class Wrestling Association (1977-1988)
Après son départ de la World Wide Wrestling Federation, Brody retourne à la Big Time Wrestling.
Grâce aux contacts de Von Erich, Brody affronte Bull Curry à Houston à la Southwest Sports. Curry qui a 64 ans est alors en fin carrière et Joe Blanchard, le booker, veut que Curry l'emporte malgré les avertissements de Gary Hart (en), le manager de Brody. Il n'envisage pas de perdre et décide d'ignorer le script. Un second match les opposant a lieu où Curry l'emporte par disqualification après deux minutes et trente secondes de combat.

### All Japan Pro Wrestling (1979-1984)
Brody arrive à l'All Japan Pro Wrestling en janvier 1979 qui devient sa « fédération de base » et y incarne un sauvage qui ne se gêne pas pour agresser le public,.

### Mort et procès de José González
Le 17 juillet 1988, Brody est au Juan Ramón Loubriel Stadium à Bayamón pour participer à un spectacle du World Wrestling Council (WWC) où il doit affronter Dan Spivey. Alors qu'il est dans le vestiaire avec d'autres catcheurs, José González, un catcheur du WWC qui est aussi booker au WWC, demande à lui parler dans les douches. Quelques minutes plus tard, Tony Atlas entend des cris puis découvre Bruiser Brody gisant au sol poignardé à de multiples reprises et González debout en tenant un couteau. Des officiels appellent une ambulance qui met environ 40 minutes à arriver et Atlas doit même aider les ambulanciers à mettre son compatriote sur la civière. Le lendemain matin, Frank Goodish meurt des suites de ses blessures sur la table d'opération.
La police porto ricaine arrête González qui se retrouve accusé de meurtre au premier degré et ne pouvant pas payer sa caution de 120 000 dollars il fait de la prison. Le procès de González se tient du 23 au 26 janvier 1989 où son avocat plaide la légitime défense et le jury décide de l'acquitter.

## Palmarès
- All Japan Pro Wrestling
  - 1 fois champion du monde par équipe de la Pacific Wrestling Federation avec Stan Hansen[27]
  - 3 fois champion international poids-lourds de la National Wrestling Alliance[28]
- Big Time Wrestling / World Class Championship Wrestling / World Class Wrestling Association
  - 4 fois champion poids-lourds américain de la National Wrestling Alliance[29]
  - 3 fois champion par équipe américain de la National Wrestling Alliance avec Kerry Von Erich[30]
  - 1 fois champion poids-lourds du Texas de la National Wrestling Alliance[31]
  - 8 fois champion de poing américain du Texas de la National Wrestling Alliance[32]
  - 1 fois champion du monde Télévision de la World Class[33]
- Central States Wrestling
  - 1 fois champion poids-lourds Central States[34]
  - 1 fois champion par équipe Central States avec Ernie Ladd[35]
- Championship Wrestling from Florida
  - 1 fois champion poids-lourds de Floride de la National Wrestling Alliance[18]
- National Wrestling Alliance Tri-State
  - 3 fois champion par équipe des États-Unis de la NWA (version Tri-State)[13]
- National Wrestling Alliance Western States Sports (NWA Western States)
  - 1 fois champion poids-lourds de la NWA Western States[17]
- World Wrestling Association (WWA)
  - 1 fois champion du monde poids-lourds de la WWA[36]

## Récompenses des magazines et Hall of Fame
- Pro Wrestling Illustrated (PWI)
  - PWI Editor's Award (1988) pour l'ensemble de sa carrière[37]
- Professional Wrestling Hall of Fame and Museum
  - Membre du Hall of Fame (promotion 2014)[38]
- Saint-Louis Wrestling Hall of Fame
  - Membre du Hall of Fame (promotion 2007)[39]
- Texas Wrestling Hall of Fame
  - Membre du Hall of Fame (promotion 2013)[40]
- Tokyo Sports
  - Prix pour l'ensemble de sa carrière (1988)[41]
- Wrestling Observer Newsletter
  - Best Brawler (de 1980 à 1984 puis en 1987 et 1988)[42]
  - Membre du Wrestling Observer Hall of Fame (promotion 1996)[43]